# Curt Habicht

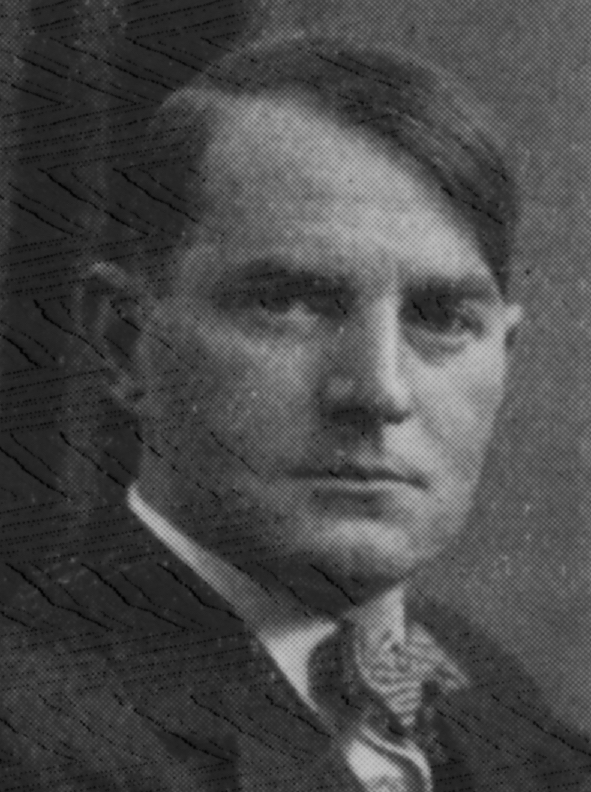
Curt Habicht

Curt Habicht, auch Kurt Habicht; und Victor Curt Habicht (geboren 16. Mai 1883 in Oberstein an der Nahe; gestorben 10. Juli 1945 in Hannover) war ein deutscher Kunsthistoriker, Schriftsteller und Hochschullehrer.

## Leben
Curt Habicht besuchte bis 1901 das Ludwig-Georgs-Gymnasium in Darmstadt. Nach dem Abitur studierte er an der Universität Kiel bei Adelbert Matthaei, bevor er 1902 der Kaiserlichen Marine beitrat und Leutnant zur See wurde. 1906 wurde er im Corps Saxonia Kiel aktiv. Später studierte er an der Universität Heidelberg, wo er 1911 mit einer Doktorarbeit bei Henry Thode zum Dr. phil. promoviert wurde. Dort war er ab Februar 1911 auch Assistent an der kunsthistorischen Abteilung des archäologischen Instituts.
Ab dem 1. Januar 1913 wirkte Habicht am Kestner-Museum in Hannover, in dem er dessen mittelalterlichen Bestände bearbeitete – eine Tätigkeit, die er am 1. Juni 1914 einstellte.
1914 habilitierte er sich an der Technischen Hochschule Hannover und lehrte dort als a.o. Professor. Als Vertreter dieser Hochschule war Habicht Mitglied eines dreiköpfigen „Kampfausschusses“, der 1933 die Bücherverbrennung in Hannover organisierte. Bei der Verbrennung selbst hielt er eine Rede. Zum 1. Mai 1933 trat er in die NSDAP ein (Mitgliedsnummer 2.955.290). 1935 wurde er – allerdings erfolglos – von der Gauleitung der NSDAP Südhannover-Braunschweig mehrmals für ein Ordinariat an der Hochschule vorgeschlagen. Außerdem war er Mitglied des Nationalsozialistischen Deutschen Dozentenbundes (NSDDB).
Habichts bekannteste Publikation ist das 1930 herausgegebene Werk Der niedersächsische Kunstkreis.
Laut dem Adressbuch der Stadt Hannover von 1943 bewohnte „Habicht, Kurt, Dr. phil., Prof.“ in der Allmersstraße 8 eine Wohnung in der dritten Etage des Hauses Allmersstraße 8.

## Schriften
Kunsthistorische Schriften
- Ulmer Münster-Plastik aus der Zeit 1391–1421. Mit besonderer Berücksichtigung der Arbeiten Meister Hartmanns. Dissertation Heidelberg 1911 (Digitalisat, mit Lebenslauf).
- mit Oscar Bruns: Gartenkunst. Ernst, Hannover 1914.
- Hannover (= Georg Biermann [Hrsg.]: Stätten der Kultur. Band 33). Klinkhardt & Biermann, Leipzig 1914.
- Die mittelalterliche Plastik Hildesheims. Heitz, Straßburg 1917.
- Einführung in das Verständnis der deutschen Bildhauerkunst. Velhagen & Klasing, Bielefeld 1922.
- Der Niedersächsische Kunstkreis. Wirtschaftswissenschaftliche Gesellschaft zum Studium Niedersachsens, Hannover 1930.
- Celle und Wienhausen, aufgenommen von der Staatlichen Bildstelle, beschrieben von V. C. Habicht (= Deutsche Lande, deutsche Kunst). Deutscher Kunstverlag, Berlin 1930.
- Deutschland als Kulturspender. Deutsche mittelalterliche Kunst im Auslande. Limpert, Dresden 1933.
- Niedersächsische Glasmalereien des Mittelalters in Skandinavien. Fromm, Osnabrück 1943.

Literarische Werke
- Der Triumph des Todes. Steegemann, Hannover 1919.
- mit Käthe Schmidt: Echnaton. Steegemann, Hannover 1919.
- mit Victor Joseph Kuron: Die letzte Lust. Steegemann, Hannover 1920.
- Die selige Welt. Der Psalm vom Menschensohne. Steegemann, Hannover 1920.
- Odysseus und die Sirenen. Ein Gespräch. Der Zweemann, Hannover 1920 (Digitalisat).